# Татищев, Игнатий Петрович
Игнатий Петрович Татищев (ум. 1604) — русский государственный и военный деятель, опричник, думный дворянин, воевода, дипломат, наместник, окольничий, государев казначей  во времена правления Ивана IV Васильевича Грозного, Фёдора Ивановича и Бориса Годунова.
Из дворянского рода Татищевы.  Сын Петра Григорьевича Татищева.

## Биография
В 1556-1557 годах первый рынды, с письменным государевым саадаком, участвовал в походе царя Ивана Васильевича Грозного в Серпухов «по крымским вестям». В 1559 году — второй рында при оружничем Салтыкове в царском походе «по крымским вестям» в Тулу. В 1573 году упомянут опричником Ивана Грозного. В 1576 году второй голова у надзирания сторожей в государевом походе в Калугу.
В 1577 году назначен вторым воеводой в ливонском замке Голбин. В 1578 году — послан вторым воеводой занять город Трекат, а после велено ему идти с пушками к городу Невчин, потом второй воевода Передового полка под Кесью, затем второй воевода Сторожевого полка на р. Оке. В 1579 году — голова в Царском полку во время похода русской армии под предводительством царя Ивана Грозного на Ливонию и Польшу. В 1580 году назначен третьим воеводой во Ржеве. В 1581 году присутствовал на свадьбе царя Ивана Грозного с Марией Фёдоровной Нагой, был в свадебном поезде. В этом же году послан воеводою в Жуково. В 1582 году назначен вторым воеводой Передового полка в Тёсов во время похода против шведов и участвовал в разгроме шведского войска под Орешком. 15 апреля 1583 года получил почётный титул наместника муромского.
В 1582 году пожалован в думные дворяне. Стал заседать вместе с боярами и окольничими в Боярской думе. Участник мирных переговоров со Швецией и Речью Посполитой. В 1583 году второй посол, вместе с новгородским воеводой князем Семёном Ивановичем Лобановым-Ростовским и дьяком Дружиной Петелиным вел мирные переговоры со шведской делегацией под руководством Класа Тотта и Понтуса Делагарди. Мирные переговоры происходили на пограничной реке Плюсе, в Шелонской пятине. Русские и шведские послы находились в отдельных палатках, откуда вели переговоры. Вначале И. П. Татищев потребовал от шведов возвращения новгородских и эстонских земель и городов, но затем, исполняя царский указ, 26 мая 1583 года заключил перемирие на два месяца, а 10 августа на три года, не добившись никаких территориальных уступок от Швеции, которая сохраняла за собой захваченные в ходе Ливонской войны города Ям, Копорье, Ивангород и Корелу с их уездами.  В сентябре-октябре 1584 года второй воевода Большого полка в Алексине, в связи с крымской угрозою. 13 декабря 1583 года присутствовал при приёме царем Иваном Грозным английского посла Иеронима Бауса.
В 1585 году новый царь Фёдор Иоаннович, опасавшийся новой войны со Швецией, поручил муромскому наместнику Игнатию Петровичу Татищеву и князю Фёдору Дмитриевичу Шестунову продолжить мирные переговоры со шведскими представителями — Класом Тоттом и Понтусом Делагарди. 25 октября 1585 года русские и шведские посланцы встретились на реке Плюсе, под Нарвой. Вначале шведы потребовали уступки Новгорода и Пскова. Русские послы заявили о претензиях Москвы на Ивангород, Ям, Копорье и Корелу, затем предложили выкупить эти крепости за 15 тысяч рублей. Во время мирных переговоров, 5 ноября лифляндский и ингерманландский наместник Понтус Делагарди утонул в Нарове. Русские послы Татищев и Шестунов немедленно сообщили об этом в Москву, откуда получили царский ответ: «Писали вы нам, что Пунтус Делагарди утонул; сделалось это Божьим милосердием и великого чудотворца Николая милостию». В результате русско-шведских переговоров 28 декабря 1585 года было подписано перемирие ещё на четыре года, сохранив status quo и обязавшись в июле 1586 года продолжить переговоры о заключении «вечного мира». В этом же году второй воевода Большого полка в Серпухове.
11 ноября 1586 года сопровождал русского царя Фёдора Иоанновича в походе на шведские владения. В 1588 году двадцать третий в Боярской думе, сопровождал первым константинопольского патриарха Иеремию при представлении его царю Фёдору Иоанновичу. В 1589 году назначен годовать вторым воеводой в Казань.
В 1590 году участвовал в русско-шведской войне, где в марте заключил под Нарвой перемирие со Швецией. В 1591 году — воевода Большого полка в Великом Новгороде, в том же году встречал польско-литовское посольство при представлении его царю.
В феврале 1591 года вместе с окольничим Михаилом Салтыковым отправлен в Польшу. Перед посольством была поставлена цель — добиться от короля Речи Посполитой Сигизмунда Вазы согласия на заключение в Москве перемирия между Польшей и Русским государством на двенадцать лет. Русское правительство, воевавшее со Швецией, крайне нуждалось в продлении перемирия с Речью Посполитой. Послы получили тайный наказ, им было приказано «говорит гладко», не затевать лишних споров, но «беречь накрепко, чтобы король на обеих грамотах крест целовал в самый крест прямо губами, а не в подножье и не мимо креста, и не носом».
Игнатий Татищев и Михаил Салтыков встретили в Речи Посполитой плохой приём. Сам король и польско-литовские магнаты были против возобновления перемирия с Русским государством. За продолжение перемирия выступала литовская шляхта. В пути московские послы терпели всякие лишения, часто не имели пищи и фуража для лошадей. Польский король Сигизмунд III Ваза вначале отказался ратифицировать перемирие. Только после длительных и сложных переговоров русские послы смогли добиться ратификации договора о перемирии. В январе 1592 года русское посольство вернулось из Польши в Москву.
В 1593 году второй судья во Владимирском Судном приказе. В 1594 году отправлен строить засеки на южнорусскую границу. И. П. Татищев построил одну из четырёх засек, где была сооружена крепость, ставшая городом Курском.      22 мая 1597 года присутствовал при приёме имперского посла, бургграфа Авраама Донавского. В 1597 году отправлен вторым в Новгород и Псков с денежным жалованием дворянам и детям боярским, в этом же году у Государя обедал с немецкими послами. Весной 1598 года сопровождал Бориса Фёдоровича Годунова в походе на Серпухов против крымских татар. 1 августа того же года окольничий И. П. Татищев подписал грамоту об избрании на русский царский престол Бориса Годунова. В 1599 году участвовал в приёме шведского королевича Густава и представлял ему царские дары. В 1600 году царь назначил его своим казначеем, поручив заведовать государевой казной, царскими драгоценностями и управлением Казенным приказом. В этом же году участвовал в переговорах с польскими послами, где у него с канцлером Львом Сапегой произошёл местнический конфликт: "И посол пан Лев Сапега бил челом государю о бесчестье на Игнатия Татищева, и государю Игнатию Татищеву в ответ ходить не велел". С 16 декабря 1601 по 6 февраля 1602 года участвовал шестым в переговорах с датскими послами.
Умер в 1604 году, приняв перед смертью монашество под именем Иоасафа.

## Семья
Женат на Аграфене Никифоровне Вышеславцевой (ум. 11 сентября 1612), в схимонахинях Александра.
Дети: 
- Михаил Игнатьевич Татищев (ум. 1609) — стольник, стряпчий, ясельничий, думный дворянин, окольничий и дипломат
- Юрий Игнатьевич Татищев (ум. 1629) — стольник и воевода.
- Григорий Игнатьевич Татищев (ум. 1620[2]) — погребён в Симоновом монастыре в Москве.
- Владимир Игнатьевич Татищев (ум. 1615) — стольник, погребён в Симоновом монастыре в Москве.
- дочь, ставшая женой князя Ивана Никитича Мниха Одоевского (ум. 1616) — в родословных не указана.